# 道の駅奥久慈だいご
道の駅奥久慈だいご（みちのえき おくくじだいご）は、茨城県久慈郡大子町にある国道118号の道の駅である。

## 施設
施設1階には売店やレストランが入り、2階は温泉施設となっている。
- 駐車場（普通車48台、大型車9台、身体障害者用2台）

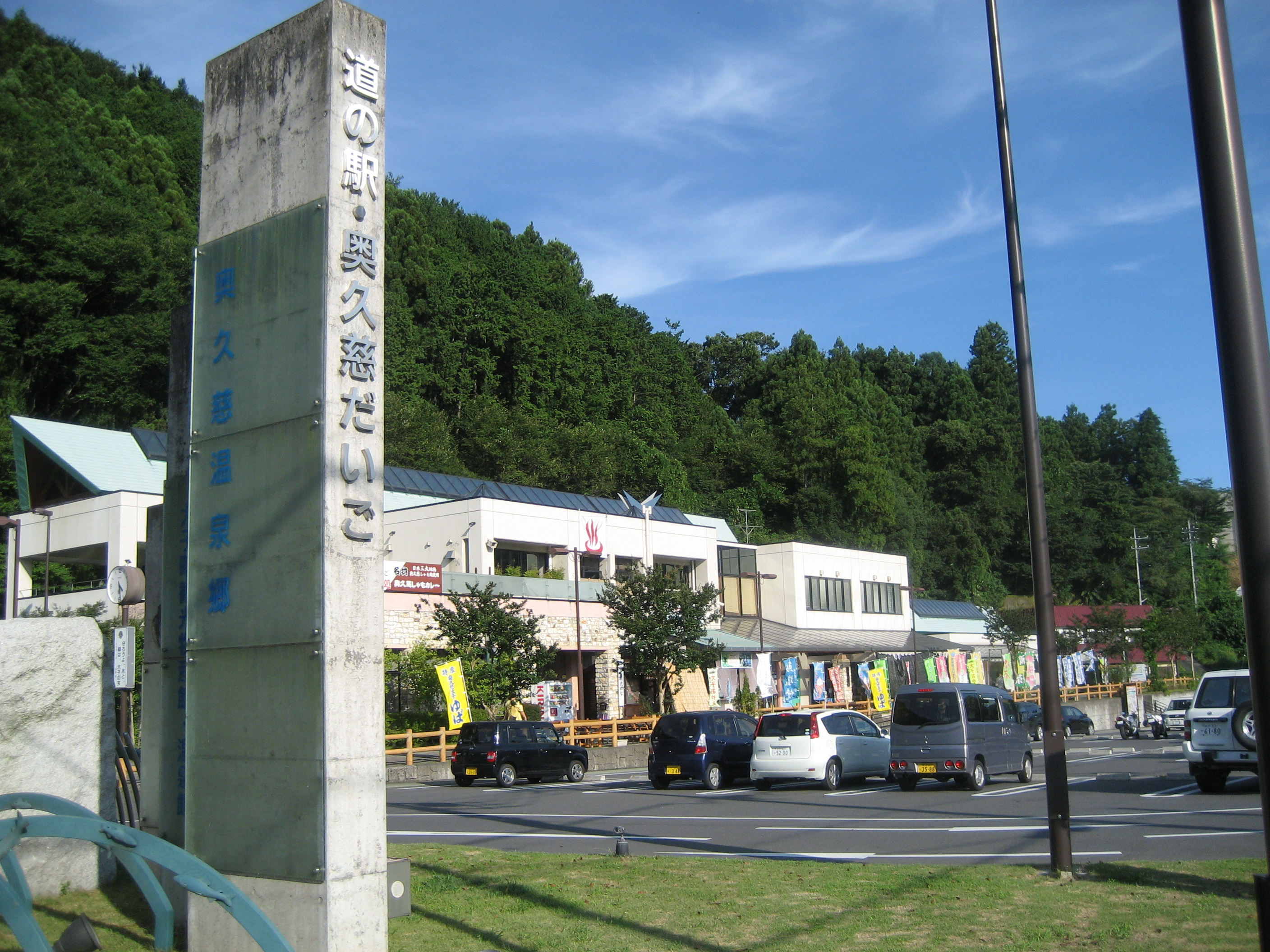
入口付近

- トイレ
- 公衆電話
- 情報案内コーナー
- 売店（9:00 - 18:00）
  - 産地直売コーナー
  - だいご味らんど
- レストラン（11:00 - 18:00）
- 休憩コーナー
- 温泉（11:00 - 20:00）
  - 大子温泉のお湯が引かれている
- ギャラリー
- 休憩室
- 研修室

## 防災道の駅
2021年6月11日、国土交通省から防災道の駅に選定され、耐震化した休憩スペースを設け、防災倉庫や非常用発電機、貯水タンク、ヘリポートなどが整備されることになった。

## アクセス
- 国道118号 - 登録路線
- 国道461号
  - 茨城県道28号大子那須線
- 常陸大子駅 - 最寄り駅（徒歩7分）

## 周辺
- 大子町役場
- 湯の里大橋
- 大子自動車学校
- 大子警察署
- 大子郵便局
- 二荒神社（茨城県）
- 大子温泉